# Gailhan
Gailhan (okzitanisch: Galhan) ist eine Gemeinde mit 296 Einwohnern (Stand: 1. Januar 2022) im südfranzösischen Département Gard. Sie gehört zum Arrondissement Le Vigan und zum Kanton Quissac. 

## Lage
Gailhan liegt etwa 25 Kilometer westlich von Nîmes. Umgeben wird Gailhan von den Nachbargemeinden Sardan im Norden, Orthoux-Sérignac-Quilhan im Norden und Nordosten, Lecques im Osten, Salinelles im Südosten, Saint-Clément im Süden sowie Carnas im Westen und Südwesten.

## Bevölkerungsentwicklung
| Jahr                       | 1962 | 1968 | 1975 | 1982 | 1990 | 1999 | 2006 | 2017 |
| Einwohner                  | 127  | 113  | 110  | 116  | 111  | 128  | 158  | 246  |
| Quellen: Cassini und INSEE |      |      |      |      |      |      |      |      |

## Sehenswürdigkeiten
- Kirche Saint-Privat aus dem 11. Jahrhundert

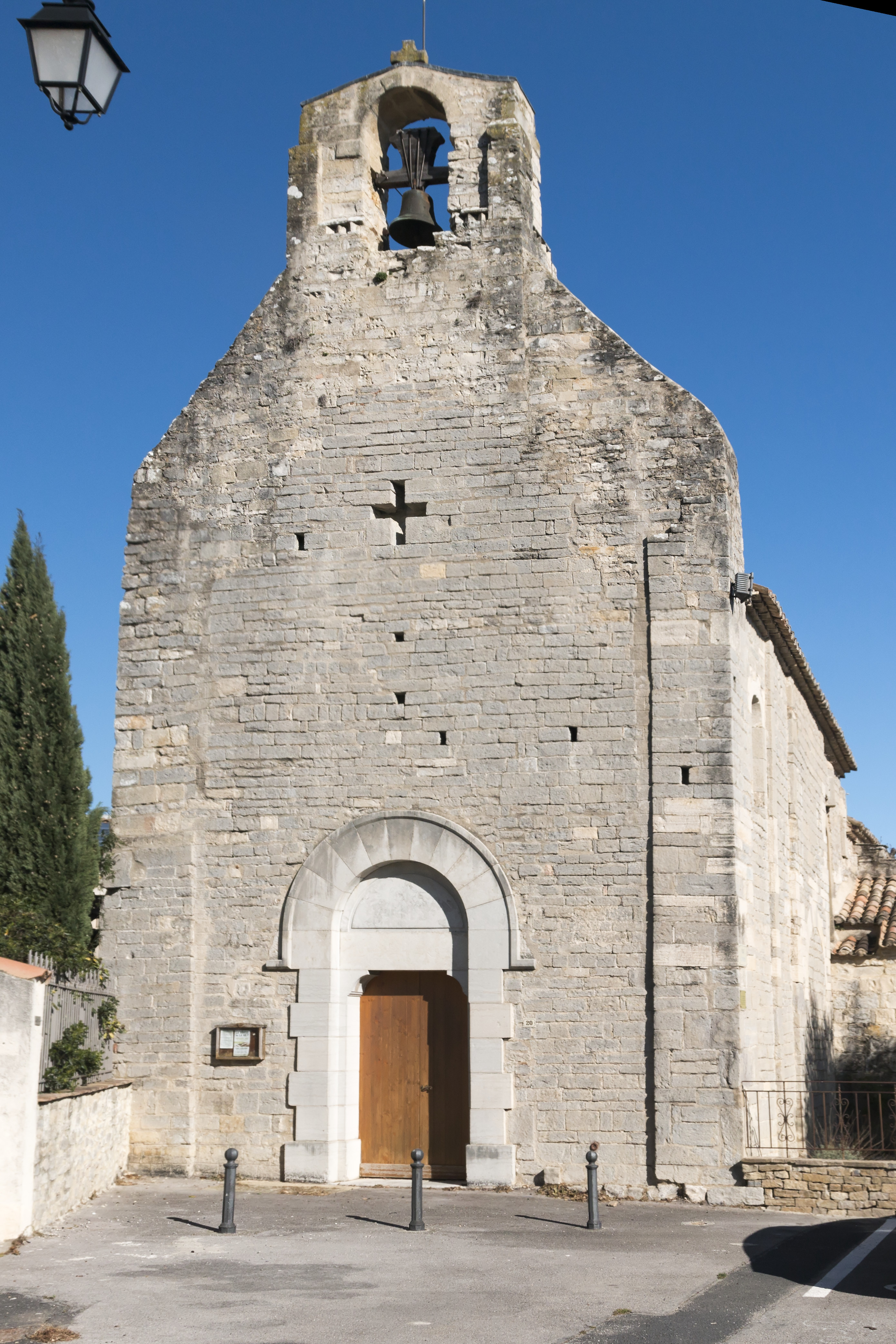
Kirche Saint-Privat